# Pteropera bertii
Pteropera bertii är en insektsart som beskrevs av Donskoff 1981. Pteropera bertii ingår i släktet Pteropera och familjen gräshoppor. Inga underarter finns listade i Catalogue of Life.